# Sommer-Deaflympics 2013/Leichtathletik
Bei den Sommer-Deaflympics 2013 in Sofia wurden vom 26. Juli bis zum 4. August 2013 im Wassil-Lewski-Nationalstadion 44 Wettbewerbe in der Leichtathletik ausgetragen, 22 für Frauen und 22 für Männer. Die Wettbewerbe für Frauen und Männer waren weitestgehend gleich, lediglich im Hürdensprint (Frauen 100 und Männer 110 Meter), bei den Gewichten der Wurfgeräte und im Mehrkampf (Frauen Siebenkampf, Männer Zehnkampf) gab es Unterschiede.

## Frauen

### 100 m
| Platz | Land | Athletin              | Zeit (s)    |
| ----- | ---- | --------------------- | ----------- |
| 1     | CUB  | Suslaidy Girat Rivero | 11,71 (WR)  |
| 2     | RUS  | Marina Grishina       | 12,18       |
| 3     | CHN  | Yiqi Cao              | 12,20       |
| 4     | KEN  | Beryl Wamira          | 12,23 (WJR) |
| 5     | BLR  | Marharyta Hralko      | 12,25       |
| 6     | BLR  | Tatsina Chebatarova   | 12,30       |
| 7     | GER  | Jessica Urbanski      | 12,39       |
| 8     | USA  | Shanieka Coleman      | 12,49       |

Datum: 31. Juli 2013
Zeit: 19:20 Uhr

### 200 m
| Platz | Land | Athletin            | Zeit (s)    |
| ----- | ---- | ------------------- | ----------- |
| 1     | KEN  | Beryl Wamira        | 24,46 (WJR) |
| 2     | RUS  | Ksenia Golovina     | 24,80       |
| 3     | BLR  | Alena Tsiarentsyeva | 25,12       |
| 4     | NGR  | Assurance Omoria    | 25,14       |
| 5     | BLR  | Tatsina Chebatarova | 25,82       |
| 6     | USA  | Shanieka Coleman    | 25,86       |
| 7     | USA  | Saria Webb          | 25,99       |
| -     | UKR  | Natalia Iezlovetska | DNF         |

Datum: 2. August 2013
Zeit:19:10 Uhr
Wind: +1,7

### 400 m
| Platz | Land | Athletin            | Zeit (s)   |
| ----- | ---- | ------------------- | ---------- |
| 1     | BLR  | Alena Tsiarentsy    | 55,35 (WR) |
| 2     | GBR  | Lauren Peffers      | 57,25      |
| 3     | RUS  | Luliia Abubiakirova | 57,47      |
| 4     | EST  | Emilija Manninen    | 57,67      |
| 5     | BLR  | Katsiaryna Belaya   | 57,81      |
| 6     | RUS  | Asya Khaladzhan     | 58,99      |
| 7     | UKR  | Viktoriia Landina   | 59,19      |
| -     | UKR  | Natalia Iezlovetska | DNF        |

Datum: 31. Juli 2013
Zeit: 18:30 Uhr

### 800 m
| Platz | Land | Athletin            | Zeit (min)    |
| ----- | ---- | ------------------- | ------------- |
| 1     | RUS  | Luliia Abubiakirova | 2:12,48 (WJR) |
| 2     | RUS  | Evgenia Gurova      | 2:13,13       |
| 3     | UKR  | Viktoriia Landina   | 2:13,52       |
| 4     | BLR  | Halina Kozich       | 2:13,95       |
| 5     | KEN  | Rebecca Matiko      | 2:20,74       |
| 6     | KEN  | Janet Wairimu       | 2:20,85       |
| 7     | POL  | Edyta Zabeba        | 2:29,42       |
| 8     | HUN  | Reka Mihaly         | 2:39,99       |

Datum: 2. August 2013
Zeit: 18:50 Uhr

### 1500 m
| Platz | Land | Athletin             | Zeit (min) |
| ----- | ---- | -------------------- | ---------- |
| 1     | RUS  | Olga Yakubovskaya    | 4:36,74    |
| 2     | BLR  | Halina Kozich        | 4:42,26    |
| 3     | KEN  | Rebecca Matiko       | 4:45,33    |
| 4     | RUS  | Evgenia Gurova       | 4:46,28    |
| 5     | RUS  | Nelli Erofeeva       | 4:51,88    |
| 6     | UKR  | Anastasiia Sydorenko | 4:51,91    |
| 7     | CHN  | Di Liu               | 4:56,04    |
| 8     | KEN  | Annah Nasimiyu       | 5:03,23    |
| 9     | POL  | Edyta Zabeba         | 5:10,08    |
| 10    | MAC  | Long Hoi             | 5:14,92    |
| 11    | HUN  | Reka Mihaly          | 5:37,64    |
| -     | UKR  | Yuliya Bayramova     | DNF        |
| -     | KEN  | Juster Kwamesa       | MED        |

Datum: 31. Juli 2013
Zeit: 17:40 Uhr

### 3000 m Hindernis
| Platz | Land | Athletin           | Zeit (min) |
| ----- | ---- | ------------------ | ---------- |
| 1     | RUS  | Daria Gaynetdinova | 11:04,51   |
| 2     | USA  | Erin Renee Lafave  | 11:27,21   |
| 3     | UKR  | Marija Svynobij    | 12:31,00   |
| -     | RUS  | Olga Yakubovskaya  | DNS        |

Datum: 1. August 2013
Zeit: 18:00 Uhr

### 5000 m
| Platz | Land | Athletin                | Zeit (min) |
| ----- | ---- | ----------------------- | ---------- |
| 1     | RUS  | Olga Yakubovskaya       | 17:31,01   |
| 2     | RUS  | Daria Gaynetdinova      | 17:42,67   |
| 3     | AUS  | Melinda Louise Vernon   | 18:07,11   |
| 4     | UKR  | Yuliya Bayramova        | 18:20,38   |
| 5     | CHN  | Di Liu                  | 18:31,20   |
| 6     | MAC  | Long Hoi                | 18:33,68   |
| 7     | USA  | Erin Renee Lafave       | 18:38,82   |
| 8     | KEN  | Annah Nasimiyu          | 18:47,96   |
| 9     | UKR  | Anastasiia Sydorenko    | 19:00,38   |
| 10    | POL  | Edyta Zabeba            | 19:38,97   |
| 11    | KEN  | Serah Kimani            | 19:45,41   |
| 12    | UKR  | Marija Svynobij         | 19:49,41   |
| 13    | MEX  | Juana Mariana Cervantes | 20:16,36   |
| -     | USA  | Diana Marie Dick        | DNS        |
| -     | KEN  | Juster Kwamesa          | DNS        |

Datum: 3. August 2013
Zeit: 17:00 Uhr

### 10.000 m
| Platz | Land | Athletin                | Zeit (min) |
| ----- | ---- | ----------------------- | ---------- |
| 1     | RUS  | Olga Yakubovskaya       | 37:16,56   |
| 2     | AUS  | Melinda Louise Vernon   | 37:33,11   |
| 3     | RUS  | Daria Gaynetdinova      | 38:04,25   |
| 4     | MEX  | Juana Mariana Cervantes | 41:55,58   |
| 5     | KEN  | Serah Kimani            | 42:46,58   |
| 6     | GBR  | Melanie Jewett          | 43:07,78   |
| -     | POL  | Edyta Zabeba            | DNS        |
| -     | KEN  | Juster Kwamesa          | DNS        |
| -     | MAC  | Long Hoi                | DNS        |
| -     | UKR  | Marija Svynobij         | DNS        |
| -     | UKR  | Yuliya Bayramova        | DNS        |
| -     | USA  | Diana Marie Dick        | DNS        |

Datum: 30. Juli 2013
Zeit: 17:30 Uhr

### Marathon
| Platz | Land | Athletin          | Zeit (h) |
| ----- | ---- | ----------------- | -------- |
| 1     | SUI  | Jacqueline Keller | 3:16:59  |
| 2     | POL  | Edyta Zareba      | 3:19,23  |
| 3     | GBR  | Melanie Jewett    | 3:23,54  |
| 4     | NED  | Silvana Dell Era  | 3:47:13  |
| 5     | AUT  | Karin Prusa       | 3:57:39  |

Datum: 21. Juli 2013
Zeit: 07:30 Uhr

### 100 m Hürden
| Platz | Land | Athletin             | Zeit (s)    |
| ----- | ---- | -------------------- | ----------- |
| 1     | UKR  | Yuliya Shapoval      | 14,203 (WR) |
| 2     | USA  | Janna K Vandermeulen | 14,209      |
| 3     | JPN  | Sayuri Tai           | 14,56       |
| 4     | GBR  | Rebecca Zelic        | 14,85       |
| 5     | EST  | Kairit Olenko        | 14,92       |
| 6     | RUS  | Anastasia Klechkina  | 15,13       |
| 7     | CHN  | Min Jiang            | 15,41       |
| -     | UKR  | Viktoriya Kochmaryk  | DNF         |

Datum: 2. August 2013
Zeit: 18:00 Uhr
Wind: -0,4

### 400 m Hürden
| Platz | Land | Athletin             | Zeit (s)     |
| ----- | ---- | -------------------- | ------------ |
| 1     | EST  | Emilija Manninen     | 1:01,62 (WR) |
| 2     | UKR  | Yuliya Shapoval      | 1:02,34      |
| 3     | USA  | Janna K Vandermeulen | 1:02,35      |
| 4     | UKR  | Viktoriya Kochmaryk  | 1:02,75      |
| 5     | RUS  | Daria Zagodirenko    | 1:04,09      |
| 6     | BLR  | Katsiaryna Belaya    | 1:04,21      |
| 7     | JPN  | Ayaka Komatsu        | 1:04,65      |
| 8     | CHN  | Lizhu Na             | 1:09,18      |

Datum: 1. August 2013
Zeit: 19:50 Uhr

### 4 × 100 m Staffel
| Platz | Land | Athletinnen                                                                       | Zeit (s)   |
| ----- | ---- | --------------------------------------------------------------------------------- | ---------- |
| 1     | BLR  | Alena Tsiarentsyeva Katsiaryna Belaya Marharyta Hralko Tatsiana Chebatarova       | 47,37 (WR) |
| 2     | USA  | McKenzie Hageman Janna K Vandermeulen Saria Webb Shanieka Coleman                 | 47,70      |
| 3     | NGR  | Elekwachi Chinwe Abigail Onovughe Oyibocha Nofisat Olabisi Alabi Assurance Omoria | 48,42      |
| 4     | CHN  | Xiaolan Jiang Min Jiang Lizhu Na Yiqi Cao                                         | 48,91      |
| 5     | GER  | Felicitas Merker Nina Wuczynski Georgina Romina Schneid Jessica Urbanski          | 50,06      |
| 6     | JPN  | Sayuri Tai Ayaka Komatsu Midori Kadowaki Fumika Tsuchiya                          | 50,64      |
| -     | UKR  | Viktoriya Kochmaryk Yuliya Shapoval Viktoriia Landina Natalia Iezlovetska         | DQ         |

Datum: 3. August 2013
Zeit: 18:15 Uhr

### 4 × 400 m Staffel
| Platz | Land | Athletinnen                                                                                       | Zeit (min)   |
| ----- | ---- | ------------------------------------------------------------------------------------------------- | ------------ |
| 1     | BLR  | Katsiaryna Belaya Yana Hancharova Halina Kozich Alena Tsiarentsyeva                               | 3:50,26 (WR) |
| 2     | UKR  | Viktoriya Kochmaryk Viktoriia Landina Yuliya Shapoval Natalia Iezlovetska                         | 3:51,41      |
| 3     | RUS  | Asya Khaladzhan Evgenia Gennadyevna Gurova Alevtina Pavlovna Senina Luliia Emilyevna Abubiakirova | 3:53,72      |
| 4     | KEN  | Faith Mukami Linet Fwambwa Rebecca Matiko Beryl Wamira                                            | 3:58,91      |
| 5     | USA  | McKenzie Hageman Kori Koss Saria Webb Janna K Vandermeulen                                        | 4:07,71      |
| 6     | CHN  | Min Jiang Xiaolan Jiang Lizhu Na Yiqi Cao                                                         | 4:27,70      |

Datum: 3. August 2013
Zeit: 19:00 Uhr

### Hochsprung
| Platz | Land | Athletin            | Höhe (m)  |
| ----- | ---- | ------------------- | --------- |
| 1     | BLR  | Marharyta Hralko    | 1,75 (WR) |
| 2     | RUS  | Kristina Karapetyan | 1,70      |
| 3     | RUS  | Ilona Shtanko       | 1,65      |
| 4     | RUS  | Anastasia Klechkina | 1,65      |
| 5     | EST  | Marja-Liisa Landar  | 1,60      |
| 6     | LAT  | Ilze Are            | 1,30      |

Datum: 1. August 2013
Zeit: 19:00 Uhr

### Stabhochsprung
| Platz | Land | Athletin       | Höhe (m)   |
| ----- | ---- | -------------- | ---------- |
| 1     | RUS  | Maria Nechaeva | 3,27 (WR)  |
| 2     | JPN  | Marino Sato    | 3,00 (WJR) |
| 3     | RUS  | Ilona Shtanko  | 2,00       |

Datum: 30. Juli 2013
Zeit: 18:00 Uhr

### Weitsprung
| Platz | Land | Athletin                  | Weite (m) |
| ----- | ---- | ------------------------- | --------- |
| 1     | RUS  | Marina Grishina           | 6,01      |
| 2     | BLR  | Marharyta Hralko          | 5,80      |
| 3     | CHN  | Min Jiang                 | 5,51      |
| 4     | RUS  | Anastasia Klechkina       | 5,27      |
| 5     | RUS  | Ksenia Zhukova            | 5,22      |
| 6     | ESP  | Sara Callado Fortes       | 4,95      |
| 7     | LAT  | Ilze Are                  | 4,42      |
| -     | NGR  | Abigail Onovughe Oyibocha | DNS       |
| -     | INA  | Melda Kendi               | DNS       |
| -     | CUB  | Suslaidy Girat Rivero     | DNS       |

Datum: 3. August 2013
Zeit: 17:00 Uhr

### Dreisprung
| Platz | Land | Athletin              | Weite (m)  |
| ----- | ---- | --------------------- | ---------- |
| 1     | CUB  | Suslaidy Girat Rivero | 13,60 (CR) |
| 2     | BLR  | Marharyta Hralko      | 13,08      |
| 3     | RUS  | Marina Grishina       | 12,45      |
| 4     | RUS  | Ksenia Zhukova        | 11,74      |
| 5     | RUS  | Kristina Karapetyan   | 0          |
| 6     | CHN  | Jun Zhang             | 0          |

Datum: 2. August 2013
Zeit: 17:00 Uhr

### Kugelstoßen
| Platz | Land | Athletin           | Weite (m)  |
| ----- | ---- | ------------------ | ---------- |
| 1     | SVK  | Ivana Kristoficofa | 15,33 (WR) |
| 2     | LTU  | Larisa Voroneckaja | 14,70      |
| 3     | UKR  | Nataliia Ursulenko | 14,63      |
| 4     | CHN  | Chunxia Ren        | 14,41      |
| 5     | RUS  | Anastasia Mamlina  | 12,00      |
| 6     | CZE  | Lenka Matouskova   | 11,74      |
| 7     | CHN  | Wen Dong           | 11,55      |
| 8     | AUS  | Amy Mills          | 11,50      |
| 9     | USA  | Jasmine Simmons    | 11,38      |
| 10    | TUR  | Fatmaguel Koc      | 09,13      |
| 11    | IND  | Monika Verma       | 08,18      |
| 12    | RSA  | Anzunel Erasmus    | 07,85      |
| -     | NOR  | Trude Raad         | 0          |

Datum: 1. August 2013
Zeit: 17:30 Uhr

### Diskuswurf
| Platz | Land | Athletin           | Weite (m) |
| ----- | ---- | ------------------ | --------- |
| 1     | LTU  | Larisa Voroneckaja | 46,70     |
| 2     | SVK  | Ivana Kristoficova | 46,30     |
| 3     | UKR  | Nataliia Ursulenko | 45,70     |
| 4     | CZE  | Lenka Matouskova   | 42,62     |
| 5     | USA  | Jasmine Simmons    | 42,25     |
| 6     | NOR  | Trude Raad         | 41,20     |
| 7     | AUS  | Amy Mills          | 41,06     |
| 8     | RUS  | Julia Lyubchik     | 39,30     |
| 9     | TUR  | Fatmaguel Koc      | 25,10     |
| -     | RSA  | Anzunel Erasmus    | DNS       |
| -     | CHN  | Weng Dong          | DNS       |
| -     | CHN  | Chunxia Ren        | DNS       |

Datum: 3. August 2013
Zeit: 17:30 Uhr

### Hammerwurf
| Platz | Land | Athletin                | Weite (m)  |
| ----- | ---- | ----------------------- | ---------- |
| 1     | NOR  | Trude Raad              | 61,79 (CR) |
| 2     | RUS  | Julia Lyubchik          | 56,65      |
| 3     | UKR  | Rymma Filimoshkina      | 55,04      |
| 4     | TUR  | Yagmur Tas              | 47,92      |
| 5     | GBR  | Bethan Victoria Lishman | 44,37      |

Datum: 31. Juli 2013
Zeit: 09:30 Uhr

### Speerwurf
| Platz | Land | Athletin            | Weite (m)  |
| ----- | ---- | ------------------- | ---------- |
| 1     | AUS  | Amy Mills           | 45,98 (CR) |
| 2     | TPE  | An-Yi Hsu           | 45,30 (CR) |
| 3     | EST  | Kairit Olenko       | 44,82 (CR) |
| 4     | JPN  | Nagisa Takahashi    | 43,20      |
| 5     | BUL  | Elena Uzunova       | 41,60      |
| 6     | ESP  | Sara Callado Fortes | 39,04      |
| 7     | GBR  | Colette Doran       | 38,70      |
| 8     | RUS  | Anastasia Mamlina   | 38,40      |
| 9     | CHN  | Shirui Yu           | 38,18      |
| 10    | CHN  | Chunxia Ren         | 37,24      |
| 11    | RUS  | Anastasia Klechkina | 35,42      |
| 12    | IND  | Monika Verma        | 27,18      |

Datum: 2. August 2013
Zeit: 17:00 Uhr

### Siebenkampf
| Platz | Land | Athletin                      | Punkte     |
| ----- | ---- | ----------------------------- | ---------- |
| 1     | RUS  | Anastasia Andreevna Klechkina | 4930 (WJR) |
| 2     | EST  | Kairit Olenko                 | 4855       |
| 3     | RUS  | Ksenia Vladimirovna Zhukova   | 4337       |
| 4     | GER  | Georgina Romina Schneid       | 4039       |
| 5     | BUL  | Elena Uzunova                 | 3866       |
| 6     | GER  | Felicitas Merker              | 3569       |
| 7     | RUS  | Ilona Shtanko                 | 3511       |

## Männer

### 100 m
| Platz | Land | Athlet                      | Zeit (s)    |
| ----- | ---- | --------------------------- | ----------- |
| 1     | UKR  | Mykola Nosenko              | 10,65       |
| 2     | USA  | DeWayne Esper               | 10,87 (WJR) |
| 3     | USA  | Joshua Howard Hembrough     | 10,88       |
| 3     | CUB  | Erlis William Larrudert Gil | 10,88       |
| 5     | RUS  | Ilia Aksenov                | 10,94       |
| 6     | CHN  | Yang Han                    | 10,95       |
| 7     | LAT  | Maris Grenins               | 10,96       |
| 8     | JPN  | Hiroki Saegusa              | 11,04       |

Datum: 31. Juli 2013
Zeit: 19:40 Uhr
Wind: 1,4 m/s

### 200 m
| Platz | Land | Athlet                      | Zeit (s)    |
| ----- | ---- | --------------------------- | ----------- |
| 1     | UKR  | Mykola Nosenko              | 21,47       |
| 2     | USA  | DeWayne Esper               | 21,77 (WJR) |
| 3     | USA  | Delvin Lee Furlough         | 21,791      |
| 3     | KEN  | David Wamira                | 21,791      |
| 5     | CHN  | Yang Han                    | 21,98       |
| 6     | RSA  | Gerard Kroese               | 22,22       |
| 7     | CUB  | Erlis William Larrudert Gil | 22,23       |
| -     | RUS  | Ilia Aksenov                | DNF         |

Datum: 2. August 2013
Zeit:19:30 Uhr
Wind: 1,8 m/s

### 400 m
| Platz | Land | Athlet                  | Zeit (s) |
| ----- | ---- | ----------------------- | -------- |
| 1     | UKR  | Sergiy Mazuro           | 47,87    |
| 2     | USA  | Delvin Lee Furlough     | 48,11    |
| 3     | RUS  | Nikita Novikov          | 48,21    |
| 4     | RUS  | Artur Abdrakhmanov      | 48,63    |
| 5     | UKR  | Sergii Drach            | 48,66    |
| 6     | TUR  | Yasin Suzen             | 49,15    |
| 7     | VEN  | Emmanuel Jose Rodriguez | 49,63    |
| 8     | RUS  | Ilshat Karimullin       | 50,12    |

Datum: 31. Juli 2013
Zeit: 18:50 Uhr

### 800 m
| Platz | Land | Athlet                  | Zeit (min)    |
| ----- | ---- | ----------------------- | ------------- |
| 1     | UKR  | Oleksandr Kuzmenko      | 1:52,24 (WJR) |
| 2     | RUS  | Andrey Andreev          | 1:52:65       |
| 3     | KEN  | Baxtone Cheruiyot Menjo | 1:53,24       |
| 4     | MEX  | Fabian Zuriel Soto      | 1:53,86       |
| 5     | 'GER | Daniel Helmis           | 1:54,24       |
| 6     | POL  | Michal Kulpa            | 1:54,82       |
| 7     | KEN  | Justus Kipkemboi        | 1:54,85       |
| 8     | RUS  | Roman Kulikov           | 1:56,24       |
| 9     | GER  | Alexander Bley          | 1:58,43       |
| 10    | GER  | Nico Feisst             | 1:59,61       |
| 11    | FRA  | Thomas Charles Sounalet | 2:01,20       |

Datum: 3. August 2013
Zeit: 17:30 Uhr

### 1500 m
| Platz | Land | Athlet                  | Zeit (min) |
| ----- | ---- | ----------------------- | ---------- |
| 1     | KEN  | Simon Cherono           | 3:54,17    |
| 2     | KEN  | Baxtone Cheruiyot Menjo | 3:54,19    |
| 3     | RUS  | Andrey Andreev          | 3:58,29    |
| 4     | GER  | Daniel Helmis           | 3:59,62    |
| 5     | RUS  | Alexey Silaev           | 4:01,59    |
| 6     | RUS  | Alexey Sobin            | 4:01,98    |
| 7     | GER  | Alexander Bley          | 4:02,48    |
| 8     | POL  | Rafal Nowak             | 4:03,66    |
| 9     | ALG  | Abdelaziz Refafa        | 4:04,65    |
| 10    | POL  | Michal Wojciechowski    | 4:05,40    |
| 11    | CUB  | Marino David            | 4;17,99    |
| 12    | NZL  | Talor Marcus Gilmer     | 4:34,34    |

Datum: 31. Juli 2013
Zeit: 18:00 Uhr

### 3000 m Hindernis
| Platz | Land | Athlet                  | Zeit (min) |
| ----- | ---- | ----------------------- | ---------- |
| 1     | KEN  | Baxtone Cheruiyot Menjo | 09:13,84   |
| 2     | KEN  | Lucas Wanjiru           | 09:15,87   |
| 3     | KEN  | Peter Toroitich Wareng  | 09:31,36   |
| 4     | RUS  | Alexey Elnikov          | 09:35,72   |
| 5     | TPE  | Chun-Che Chu            | 09:57,18   |
| 6     | POL  | Michal Wojciechowski    | 09:59,81   |
| 7     | POL  | Adrian Marcinkiewicz    | 10:36,75   |
| -     | BLR  | Aliaksandr Charniak     | DNF        |
| -     | POL  | Rafal Nowak             | DNF        |
| -     | RUS  | Vladislav Yakubovskiy   | DNS        |

Datum: 1. August 2013
Zeit: 18:30 Uhr

### 5000 m
| Platz | Land | Athlet                    | Zeit (min)    |
| ----- | ---- | ------------------------- | ------------- |
| 1     | KEN  | Simon Cherono             | 14:02,90 (WR) |
| 2     | KEN  | Daniel Kiptum             | 14,26,91      |
| 3     | KEN  | Michael Letting           | 14:43,72      |
| 4     | IRI  | Hosein Sedaghat Jenagherd | 15:24,98      |
| 5     | JPN  | Kohichiro Yamanaka        | 15:35,67      |
| 6     | RUS  | Alexey Silaev             | 15:36,10      |
| 7     | FRA  | Medhi Acheghane           | 15:53,21      |
| 8     | SWE  | Otto Kingstedt            | 15:56,12      |
| 9     | POR  | Messias Dias              | 16:02,08      |
| 10    | RUS  | Alexey Sobin              | 16:05,68      |
| 11    | POL  | Michal Wojciechowski      | 16:15,10      |
| 12    | ALG  | Abdelaziz Refafa          | 16:22,41      |
| 13    | TPE  | Chun-Che Chu              | 16:50,10      |
| 14    | USA  | Diana Marie Dick          | 16:57,75      |
| 15    | CRO  | Ive Zuza                  | 20:53,65      |
| -     | RUS  | Alexey Elnikov            | DNF           |
| -     | POL  | Adrian Marcinkiewicz      | DNF           |
| -     | NED  | Ralph van Houwelingen     | DNF           |
| -     | POL  | Rafal Nowak               | MED           |

Datum: 3. August 2013
Zeit: 18:30 Uhr

### 10.000 m
| Platz | Land | Athlet                    | Zeit (min)     |
| ----- | ---- | ------------------------- | -------------- |
| 1     | KEN  | Simon Cherono             | 29:16,00       |
| 2     | KEN  | Daniel Kiptum             | 29:27,39       |
| 3     | KEN  | David Kipkogei Kiptum     | 30:52,80       |
| 4     | JPN  | Kohichiro Yamanaka        | 32:10,90       |
| 5     | SWE  | Otto Kingstedt            | 33:23,91 (WJR) |
| 6     | POR  | Messias Dias              | 34:01,86       |
| -     | IRI  | Hosein Sedaghat Jenagherd | DNF            |
| -     | RUS  | Alexey Elnikov            | DNF            |
| -     | CRO  | Ive Zuza                  | DNF            |
| -     | NEP  | Dharmadatta Phadera       | DNS            |

Datum: 30. Juli 2013
Zeit: 19:30 Uhr

### Marathon
| Platz | Land | Athlet                 | Zeit (h) |
| ----- | ---- | ---------------------- | -------- |
| 1     | KEN  | Daniel Kiptum          | 2:24,45  |
| 2     | KEN  | Peter Toroitich Wareng | 2:28,44  |
| 3     | JPN  | Kohichiro Yamanaka     | 2:39,09  |
| 4     | TUR  | Onder Karakulah        | 2:44,05  |
| 5     | KEN  | David Njeru            | 2:45,28  |
| 6     | JPN  | Seiichi Kaneko         | 2:46,06  |
| 7     | TUR  | Erdal Duzenli          | 2:56,12  |
| 8     | FRA  | Benoit Sounalet        | 2:59,53  |
| 9     | CZE  | Richard Helcel         | 3:12,30  |
| 10    | NED  | Ton Vlasveld           | 3:29,26  |
| 11    | AUT  | Dieter Urban           | 3:43,43  |
| -     | JPN  | Masahito Yamada        | DNF      |
| -     | ERI  | Yohannes Issei         | DNF      |

Datum: 21. Juli 2013
Zeit: 07:30 Uhr

### 110 m Hürden
| Platz | Land | Athlet                  | Zeit (s)   |
| ----- | ---- | ----------------------- | ---------- |
| 1     | USA  | Joshua Howard Hembrough | 14,06 (WR) |
| 2     | RUS  | Vladislav Knyazev       | 14,48      |
| 3     | LAT  | Maris Grenins           | 14,65      |
| 4     | CHN  | Lin Li                  | 14,79      |
| 5     | USA  | Michael Haynes          | 15,47      |
| -     | TUR  | Yasin Suzen             | DQ         |
| -     | CHN  | Yingchang Wang          | DQ         |

Datum: 2. August 2013
Zeit: 17:30 Uhr
Wind: 1,4 m/s

### 400 m Hürden
| Platz | Land | Athlet                    | Zeit (s) |
| ----- | ---- | ------------------------- | -------- |
| 1     | RUS  | Konstantin Grebenshchikov | 52,19    |
| 2     | UKR  | Mykola Kulyk              | 53,02    |
| 3     | RUS  | Viacheslav Redkin         | 53,15    |
| 4     | USA  | Kyle Winter               | 54,73    |
| 5     | USA  | Taylor James Koss         | 55,81    |
| 6     | CHN  | Rui Luo                   | 55,90    |
| 7     | JPN  | Yuji Takada               | 57,47    |
| 8     | CUB  | Leonides Leon Maso        | 59,49    |

Datum: 1. August 2013
Zeit: 19:30 Uhr

### 4 × 100 m Staffel
| Platz | Land | Athleten                                                                                | Zeit (s) |
| ----- | ---- | --------------------------------------------------------------------------------------- | -------- |
| 1     | USA  | Kyle Winter DeWayne Esper Taylor James Koss Joshua Howard Hembrough                     | 41,59    |
| 2     | UKR  | Mykola Kulyk Volodymyr Turkov Oleksandr Dmytryyenko Mykola Nosenko                      | 41,81    |
| 3     | CHN  | Yang Han Ruichao Ma Ying Xu Zhenqing Xu                                                 | 41,84    |
| 4     | RUS  | Artur Abdrakhmanov Ivan Pakin Vladislav Vyacheslavovich Knyazev Ilia Andzeevich Aksenov | 42,38    |
| 5     | POL  | Bartlomiej Janda Dawid Maciejewski Robert Cygler Jacek Wierzbicki                       | 42,95    |
| 6     | JPN  | Fumi Mizuno Hiroki Saegusa Horoaki Kobayashi Shohei Sekimoto                            | 43,08    |
| 7     | NGR  | Garba Abubakar Usman Sochukwuma Ettusamuel Essien Dick Udoh Nurudeen Olayiwola Badmus   | 43,37    |
| 7     | TUR  | Sukru Cetinkaya Hasan Baydas Huseyin Baydas Yasin Suzen                                 | DQ       |

Datum: 3. August 2013
Zeit: 18:00 Uhr

### 4 × 400 m Staffel
| Platz | Land | Athleten                                                                                        | Zeit (min)   |
| ----- | ---- | ----------------------------------------------------------------------------------------------- | ------------ |
| 1     | RUS  | Artur Mukharryam Abdrakhmanov Konstantin Trofimovich Viacheslav Redkin Nikita Igorevich Novikov | 3:12,64 (WR) |
| 2     | UKR  | Mykhailo Ieromenko Dmytro Rudenko Sergii Drack Sergiy Mazuro                                    | 3:12,99      |
| 3     | USA  | DeWayne Esper Taylor James Koss Immanuel Kaleb Neubauer Delvin Lee Furlough                     | 3:18,68      |
| 4     | TUR  | Sukru Cetinkaya Hasan Baydas Huseyin Baydas Yasin Suzen                                         | 3:20,40      |
| 5     | KEN  | Benson Adonija David Wamira David Onyango Justus Kipkemboi                                      | 3:22,28      |
| 6     | JPN  | Fumi Mizuno Yusuke Okabe Daisuke Hashiba Yuji Takada                                            | 3:22,74      |
| 7     | NGR  | Garba Abubakar Usman Nurudeen Olayiwola Badmus Adeshina Wasiu Olaiya Suleimann Adewale Idowu    | 3:23,38      |
| 8     | CUB  | Hector Perez Perez Leonides León Masó Erlis William Larrudert Gil Marina David                  | 3:33,53      |

Datum: 3. August 2013
Zeit: 19:20 Uhr

### Hochsprung
| Platz | Land | Athlet                   | Höhe (m) |
| ----- | ---- | ------------------------ | -------- |
| 1     | RUS  | Alexey Landar            | 2,07     |
| 2     | BLR  | Raman Hralko             | 2,05     |
| 3     | RUS  | Alexey Savostin          | 2,05     |
| 4     | JPN  | Hiroyuki Maejima         | 1,99     |
| 5     | RUS  | Denis Ferorenkov         | 1,96     |
| 6     | IRI  | Mohammadhadi Salehi      | 1,93     |
| 7     | CZE  | Jakub Nosek              | 1,90     |
| 8     | CHN  | Haisheng Yang            | 1,80     |
| 9     | VEN  | Elias Perdomo Concepcion | 1,80     |
| 10    | HUN  | László Horváth           | 1,75     |
| -     | NEP  | Jayprakash Chaudhary     | DNS      |
| -     | KAZ  | Rustem Abakanov          | DNS      |

Datum: 1. August 2013
Zeit: 17:00 Uhr

### Stabhochsprung
| Platz | Land | Athlet               | Höhe (m) |
| ----- | ---- | -------------------- | -------- |
| 1     | RUS  | Dmitriy Kochkarov    | 4,70     |
| 2     | TPE  | Chung-Yu Chen        | 4,70     |
| 3     | JPN  | Kotaro Takehana      | 4,60     |
| 4     | USA  | Thomas Daniel Guidon | 4,40     |
| -     | RUS  | Maxim Kulikov        | 0        |

Datum: 31. Juli 2013
Zeit: 18:00 Uhr

### Weitsprung
| Platz | Land | Athlet             | Weite (m) |
| ----- | ---- | ------------------ | --------- |
| 1     | RUS  | Sergey Timonin     | 7,55      |
| 2     | RUS  | Ivan Pakin         | 7,36      |
| 3     | BLR  | Raman Hralko       | 7,27      |
| 4     | CZE  | Jakub Nosek        | 7,17      |
| 5     | LAT  | Maris Grenins      | 7,17      |
| 6     | CHN  | Zhenqing Xu        | 7,13      |
| 7     | JPN  | Hiroyuki Maejima   | 6,99      |
| 8     | JPN  | Kodai Nakamura     | 6,95      |
| 9     | CHN  | Haisheng Yang      | 6,52      |
| 10    | BLR  | Aliaksandr Kozich  | 6,51      |
| 11    | KAZ  | Rustem Abakanov    | 6,43      |
| 12    | MRI  | Jean Vincent Duval | 6,29      |

Datum: 2. August 2013
Zeit: 19:00 Uhr

### Dreisprung
| Platz | Land | Athlet            | Weite (m) |
| ----- | ---- | ----------------- | --------- |
| 1     | BLR  | Raman Hralko      | 14,94     |
| 2     | BLR  | Aliaksandr Kozich | 14,71     |
| 3     | RUS  | Alexey Savostin   | 14,59     |
| 4     | RUS  | Ivan Pakin        | 14,52     |
| 5     | KAZ  | Rustem Abakanov   | 14,25     |
| 6     | JPN  | Kodai Nakamura    | 13,74     |
| -     | CHN  | Haisheng Yang     | 0         |

Datum: 31. Juli 2013
Zeit: 19:00 Uhr

### Kugelstoßen
| Platz | Land | Athlet                     | Weite (m)  |
| ----- | ---- | -------------------------- | ---------- |
| 1     | RUS  | Dmitry Kalmykov            | 16,88 (CR) |
| 2     | LTU  | Vytenis Ivaskevicius       | 16,81      |
| 3     | UKR  | Oleg Bilokon               | 16,30      |
| 4     | TUR  | Mahmut Kilic               | 15,82      |
| 5     | IRI  | Erfan Saffari Ashtiani     | 15,30      |
| 6     | LTU  | Mindaugas Lukas Jurksa     | 15,06      |
| 7     | CHN  | Haijun Shen                | 14,84      |
| 8     | CUB  | Hector Perez Perez         | 14,49      |
| 9     | CHN  | Dong Fu                    | 13,78      |
| 10    | RUS  | Denis Khakimov             | 13,19      |
| 10    | LAT  | Alnis Kulikovs             | 13,19      |
| -     | VEN  | Jesus Enrique Garcia Abreu | DNS        |

Datum: 2. August 2013
Zeit: 18:00 Uhr

### Diskuswurf
| Platz | Land | Athlet                 |
| ----- | ---- | ---------------------- |
| 1     | RUS  | Dmitry Kalmykov        |
| 2     | IRI  | Sajad Pirayegherchaman |
| 3     | UKR  | Oleg Bilokon           |
| 4     | USA  | Onyemachi J Davis      |
| 5     | CUB  | Hector Perez Perez     |
| 6     | CHN  | Yongqiang Gao          |
| 7     | LAT  | Alnis Kulikovs         |
| 8     | TUR  | Serhan Calhan          |

### Hammerwurf
| Platz | Land | Athlet              | Weite (m)  |
| ----- | ---- | ------------------- | ---------- |
| 1     | RUS  | Maxim Bgan          | 62,69 (CR) |
| 2     | JPN  | Masatoshi Morimoto  | 58,20      |
| 3     | UKR  | Oleksandr Berezhnyi | 55,70      |
| 4     | JPN  | Takamasa Ishida     | 54,30      |
| 5     | TPE  | Ken Lin             | 53,80      |
| 6     | POL  | Piotr Dragan        | 47,70      |
| 7     | CHN  | Yongqiang Gao       | 47,28      |
| 8     | GRE  | Antonios Petrakis   | 37,40      |
| -     | CHN  | Shun Xin            | NM         |

Datum: 31. Juli 2013
Zeit: 11:00 Uhr

### Speerwurf
| Platz | Land | Athlet                     | Weite (m)   |
| ----- | ---- | -------------------------- | ----------- |
| 1     | RUS  | Kirill Tsybizov            | 64,59       |
| 2     | VEN  | Jesus Enrique Garcia Abreu | 64,44       |
| 3     | SWE  | Theodor Thor               | 63,05       |
| 4     | CHN  | Shun Xin                   | 60,40       |
| 5     | POL  | Tomasz Rozumczyk           | 60,35       |
| 6     | CUB  | Gonzalez Yoandi            | 57,32       |
| 7     | JPN  | Kenta Sato                 | 56,22       |
| 8     | FIN  | Antti Juhani Ropponen      | 55,76 (WJR) |
| 9     | JPN  | Masamitsu Sato             | 55,76       |
| 10    | CUB  | Hector Perez Perez         | 54,26       |
| 11    | CHN  | Haijun Shen                | 52,80       |
| 12    | KAZ  | Nursultan Tagayev          | 49,26       |

Datum: 31. Juli 2013
Zeit: 17:00 Uhr

### Zehnkampf
| Platz | Land | Athlet                      | Punkte |
| ----- | ---- | --------------------------- | ------ |
| 1     | USA  | Craig Gerrard Saalfeld      | 6898   |
| 2     | RUS  | Kirill Viktorovich Tsybizov | 6495   |
| 3     | RUS  | Maxim Sergeevich Kulikov    | 5511   |
| 4     | ZAM  | Georgina Romina Schneid     | 3689   |

## Medaillenspiegel Leichtathletik
| Medaillenspiegel Leichtathletik | Medaillenspiegel Leichtathletik | Medaillenspiegel Leichtathletik | Medaillenspiegel Leichtathletik | Medaillenspiegel Leichtathletik | Medaillenspiegel Leichtathletik |
| Platz                           | Land                            | G                               | S                               | B                               | Gesamt                          |
| ------------------------------- | ------------------------------- | ------------------------------- | ------------------------------- | ------------------------------- | ------------------------------- |
| 01                              | Russland                        | 17                              | 10                              | 13                              | 40                              |
| 02                              | Kenia                           | 6                               | 5                               | 5                               | 16                              |
| 03                              | Ukraine                         | 5                               | 5                               | 8                               | 18                              |
| 04                              | Belarus                         | 5                               | 5                               | 2                               | 12                              |
| 05                              | Vereinigte Staaten              | 3                               | 6                               | 4                               | 13                              |
| 06                              | Kuba                            | 2                               | -                               | -                               | 2                               |
| 07                              | Australien                      | 1                               | 1                               | 1                               | 3                               |
| 07                              | Estland                         | 1                               | 1                               | 1                               | 3                               |
| 09                              | Litauen                         | 1                               | 2                               | -                               | 3                               |
| 10                              | Slowakei                        | 1                               | 1                               | -                               | 2                               |
| 11                              | Norwegen                        | 1                               | -                               | -                               | 1                               |
| 11                              | Schweiz                         | 1                               | -                               | -                               | 1                               |
| 13                              | Japan                           | -                               | 2                               | 3                               | 5                               |
| 14                              | Chinesisch Taipeh               | -                               | 2                               | -                               | 2                               |
| 15                              | Vereinigtes Königreich          | -                               | 1                               | 1                               | 2                               |
| 16                              | Iran                            | -                               | 1                               | -                               | 1                               |
| 16                              | Polen                           | -                               | 1                               | -                               | 1                               |
| 16                              | Venezuela                       | -                               | 1                               | -                               | 1                               |
| 19                              | Volksrepublik China             | -                               | -                               | 3                               | 3                               |
| 20                              | Nigeria                         | -                               | -                               | 1                               | 1                               |
| 20                              | Lettland                        | -                               | -                               | 1                               | 1                               |
| 20                              | Schweden                        | -                               | -                               | 1                               | 1                               |
| Total                           | Total                           | 44                              | 44                              | 44                              | 132                             |